# 니카이아 (신화)
니카이아(Nicaea)는 그리스 신화에 나오는 님프이다. 아나톨리아 중서부 프리지아 지방의 님프이다. 하신 상가리오스와 키벨레 여신 사이에서 태어났다. 니카이아는 외모가 아름다웠으나 아르테미스 여신을 따라 사냥에만 몰두하는 바람에 사랑에는 관심이 없었다. 목동인 힘노스가 사랑을 고백해왔으나, 그녀는 그를 활로 쏘아 죽였다. 이 사실을 알게 된 사랑의 신 에로스는 크게 분노했고, 디오니소스(Dionysus) 신이 그녀에게 반하여 쫓아다니게 하였다. 디오니소스 신은 니카이아가 마시는 샘을 술로 바꾸어 그녀가 취한 틈을 이용해 겁탈했다. 임신한 니카이아는 텔레테라는 딸을 낳았다.

## 같이 보기
- 밀의종교
- 네메시스